# Віктор Матайя
Віктор Матайя (нім. Viktor Mataja 20 липня 1857, Відень — 19 червня 1934, Відень) австрійський економіст, громадський політик, прибічник Австрійської школи економіки. З 1908 по 1911 і 1917 роки йому було доручено керівництво Імператорським і Королівським міністерством торгівлі, але не він був призначений міністром торгівлі.

## Біографія
Віктор Матайя був зведеним братом майбутнього міністра закордонних справ Австрії Генріха Матайя.
Після вивчення права та отримання докторського ступеня у 1883 році Віктор Матайя працював у Віденській торговій палаті. Він зробив собі ім'я як критик тогочасного законодавства про цивільну відповідальність. Він закликав до загального економічного розгляду, який має вирішити, де і як застосовувати відповідальність. Він передбачив такі міркування, як ті, що пізніше розвинув Рональд Коуз під час економічного аналізу права приблизно в 1960 році. Віктор Матайя отримав професорські посади в Інсбруку (1890), Зальцбурзі (1892) та Відні (1897).
З 15 листопада 1908 р. до 3 листопада 1911 р. він був довірений імператором Францем Йосифом І управління цісарським і королівським міністерством торгівлі в міністерствах (урядах) Бінерта та Гауча (без призначення міністром торгівлі). з 23 червня по 30 серпня 1917 року в міністерстві Зайдлера. У результаті він підготував Міністерство соціального забезпечення від імені кайзера як міністр (без портфеля) і був призначений міністром соціального забезпечення 22 грудня 1917 року. Його нове міністерство розпочало роботу 1 січня 1918 р. Він очолював його з 25 липня 1918 року в Міністерстві Гуссарека до його звільнення 27 жовтня 1918 року. Тому Матайя вважається першим у світі соціальним міністром.
Віктор Матайя також зробив собі ім'я як піонер реклами. У 1909 році він опублікував свою роботу Die Advertisement, до сьогодні медаль Віктора Матайя є найвищою нагородою науковців Австрійського рекламного наукового товариства.
Окрім наукової та політичної діяльності, він був президентом Центральної статистичної комісії з 1914 по 1917 і з 1919 по 1922 роки.

## Головні праці
«Der Unternehmergewinn» «Прибуток підприємця» (Відень, 1884), «Das Recht des Schadenersatzes vom Standpunkte der Nationalökonomie» «Закон компенсації з точки зору політичної економії»(Лейпциг, 1888), «Grossmagazine und Kleinhandel» «Великі журнали та роздрібна торгівля» (1891), «Die Regelung der Valuta in Oesterreich-Ungarn» «Регулювання валюти в Австро-Угорщині» (Інсбрук, 1892).